# Copa Ibérica de rugby 2017
La Copa Ibérica de rugby de 2017 fue el acontecimiento deportivo que enfrentó el 23 de diciembre de 2017 a los campeones de las ligas de rugby de España y Portugal, Liga Heineken y Campeonato Nacional respectivamente.
En el caso de España, el ganador de la División de Honor de la temporada 2016/17 fue el Valladolid Rugby Asociación Club, más conocido como VRAC Quesos Entrepinares debido a su principal patrocinador, que derrotó al CR El Salvador en la final española por 6-15. En el caso de Portugal, el ganador del Campeonato Portugués de Rugby de la temporada 2016/17 fue el Centro Desportivo Universitário de Lisboa, más conocido por sus siglas CDUL, que derrotó al AEIS Agronomía en la final portuguesa por 25-21.

## Partido

### CDUL-VRAC
| 38.ª Copa Ibérica; 23 de febrero de 2017 | CDUL | 13 - 27 | VRAC | Estadio Universitario, Lisboa                                  |  |
|                                          |      |         |      | Asistencia: Desconocido espectadores Árbitro(s): Hervé Lasausa |  |

### Desglose
| CDU Lisboa 13 | CDU Lisboa 13                          | Valladolid RAC 27                      | Valladolid RAC 27 |
| --- | -------------------------------------- | -------------------------------------- | --- |
| 23 de febrero de 2017 Estadio Universitario (~? ? ? espectadores)                                                                             |                                        |                                        | |
| Duarte Foro | 1                                      | 1                                      | Francisco Blanco |
| 67' Sovea | 2                                      | 2                                      | Pablo Miejimolle 76' |
| 50' hasta 60' João Mussolo | 3                                      | 3                                      | Alberto Blanco 79' |
| 80' Mesulea | 4                                      | 4                                      | Jody Mahimi Allen 77' |
| Simoes | 5                                      | 5                                      | Ilaitia Henare Kalokalo Gavidi |
| Batista | 6                                      | 6                                      | José Guillermo Basso |
| 50' Sebastião Villax | 7                                      | 7                                      | Gabriel Vélez 39' hasta 49' 65' |
| 57' João Lino | 8                                      | 8                                      | Nathan Derk Paila |
| 80' João Bello | 9                                      | 9                                      | Christopher George Eaton |
| 80' Nuno Penha da Costa | 10                                     | 10                                     | Álvaro Ferrández 77' |
| Gonçalo Foro | 11                                     | 11                                     | Pedro Luis de la Lastra 62' |
| Tomás Appleton | 12                                     | 12                                     | Gareth David Griffiths |
| Hamish Graham | 13                                     | 13                                     | Alvar Gimeno |
| Fábio Vaz da Conceicão | 14                                     | 14                                     | Guillermo Mateu 67' hasta 77' 79' |
| Noronha | 15                                     | 15                                     | John Wessel Bell |
| Entrenadores |                                        |                                        | |
| Jack Farrer | DT                                     | DT                                     | Diego Merino |
| Suplentes |                                        |                                        | |
| 67' Joao Bernardo Melo · Gonçalo Madaleno · 50' João Francisco Almeida · 80' Afonso Sousa · 57' Grick · 80' Bastos · Diogo Toorn · 80' Nuncio | 16 17 18 19 20 21 22 23                | 16 17 18 19 20 21 22 23                | Daniel Sthör 65' · Pablo César Gutiérrez · Raúl Calzón 79' · Ignacio Castellote 76' · Adrián Pescador 77' · Alejandro Gutiérrez 79' · Federico Castiglioni 62' · Pablo Gil 77'    |
| Árbitro/s |                                        |                                        | |
| Hervé Lasausa |                                        |                                        | |
| Desarrollo |                                        |                                        | |
| Noronha (Pen.) - 3:3 Noronha (Pen.) - 6:3 Gonçalo Foro - 11:9 Nornoha (Con.) 13:9                                                             | 2' 23' 25' 29' 34' 40' 51' 56' 64' 70' | 2' 23' 25' 29' 34' 40' 51' 56' 64' 70' | 0:3 - (Pen.) Griffiths 6:6 - (Pen.) Griffiths 6:9 - (Pen.) Griffiths 13:14 - Eaton 13:16 - (Con.) Griffiths 13:19 - (Pen.) Griffiths 13:24 - Castiglioni 13:27 - (Pen.) Griffiths |
| |                                        |                                        | |
| Ficha del partido |                                        |                                        | |

## Cobertura del evento
El evento fue publicitado en las páginas de las federaciones de rugby tanto de España como de Portugal. También se informó del mismo a través de medios especializados. El partido fue cubierto en directo por CYLTV, quien la emitió tanto en su canal como por Internet a través de su página "emisionesdeportivas.com". El partido no fue emitido por RTVE, ya que en su lugar emitieron la primera edición de la Copa Ibérica Femenina de Rugby.
Tras el evento la noticia fue recogida por la página de la Federación Española de Rugby.